# هری ای. پولارد
هری اِی. پولارد (انگلیسی: Harry A. Pollard؛ ‏ ۲۳ ژانویهٔ ۱۸۷۹ – ۶ ژوئیهٔ ۱۹۳۴) بازیگر و کارگردان فیلم اهل ایالات متحده آمریکا بود.
از فیلم‌هایی که وی در آن‌ها نقش داشته‌است، می‌توان به کالیفرنیا درست روبه‌رو اشاره نمود.